# دوري المؤسسات - بغداد 1954–55
دوري الاتحاد العراقي الدرجة الأولى لمنطقة بغداد 1954–55 هو الموسم السابع من دوري المؤسسات في بغداد. فاز الحرس الملكي بلقب الدوري للمرة السادسة على التوالي بفوزه على فريق المعسكر المدني (CC) من الحبانية في المباراة النهائية يوم 24 أبريل 1955 على ملعب الكشافة.

## مباريات

### النهائي
انسحب فريق المعسكر المدني (CC) من المباراة قرب نهاية الشوط الثاني احتجاجا على قرار الحكم منح الحرس الملكي ركلة جزاء أخرى، لذلك اعتبر فريق الحرس الملكي الفائز.
| الحرس الملكي         | –     | المعسكر المدني (CC) |
| -------------------- | ----- | ------------------- |
| بابا 63'، 73' (جزاء) | تقرير | ديفد 35'            |